# Рубијана
Рубијана (итал. Rubiana) је насеље у Италији у округу Торино, региону Пијемонт.
Према процени из 2011. у насељу је живело 1838 становника. Насеље се налази на надморској висини од 612 м.

## Становништво
Према резултатима пописа становништва 2011. у општини је живело 2.417 становника.
| 1931. | 1936. | 1951. | 1961. | 1971. | 1981. | 1991. | 2001. | 2011. |
| ----- | ----- | ----- | ----- | ----- | ----- | ----- | ----- | ----- |
| 2.295 | 2.085 | 1.678 | 1.274 | 1.101 | 1.220 | 1.572 | 2.048 | 2.417 |